# Vincent Enyeama
Vincent Enyeama (Kaduna, Nigéria, 1982. augusztus 29.) nigériai labdarúgó, kapus, jelenleg a francia Lille játékosa.

## Pályafutása
Enyeama 16 évesen kezdte pályafutását a félprofi Ibom Stars csapatában. Ezután négy évet töltött Afrika egyik legnagyobb csapatánál, az Enyimbánál. 2003-ban és 2004-ben is megnyerte csapatával az afrikai bajnokok ligáját. Később még megfordult az Iwuanyanwuban, mielőtt 2005-ben Izraelbe, a Bné Jehúdához igazolt.
Hamar bekerült a kezdő tizenegybe és tagja volt annak a csapatnak, mely negyedik helyen végzett a bajnokságban és bejutott az UEFA-kupába. 2007-ben a Hapóél Tel-Avivhoz szerződött. Bár a 2007/08-as szezon nem sikerült jól a csapat számára, Enyeama biztató teljesítményt nyújtott és valói vezére volt a Hapóélnek. Még egy érzelemdús levelet is írt csapattársainak, melyben arra kérte őket, hogy egységesen harcoljanak a klubért. 2009-ben többek között az Espanyollal, a Galatasarayjal és az Arsenallal is szóba hozták. 2010. augusztus 18-án büntetőből gólt szerzett a Red Bull Salzburg ellen a 2010-11-es bajnokok ligája selejtező mérkőzésén.
2011 júniusában a francia Lille csapatába igazolt három évre.

## Válogatott
Enyeama 2002 óta tagja a nigériai válogatottnak. Ott volt a 2002-es világbajnokságon is Ike Shorunmu cseréjeként. Egy mérkőzésen, az angolok ellen játszott, ahol nem kapott gólt. Miután Shorunmu visszavonult, Enyeama lett a válogatott első számú kapusa. Ott volt a 2004-es, a 2006-os, a 2008-as és a 2010-es afrikai nemzetek kupáján is. Behívót kapott a 2010-es világbajnokságra is.

## Külső hivatkozások
- Válogatottbeli statisztikái

## Fordítás
- Ez a szócikk részben vagy egészben  a   Vincent Enyeama című angol Wikipédia-szócikk fordításán alapul.  Az eredeti cikk szerkesztőit annak laptörténete sorolja fel. Ez a jelzés csupán a megfogalmazás eredetét és a szerzői jogokat jelzi, nem szolgál a cikkben szereplő információk forrásmegjelöléseként.